# Коц, Александр Игоревич
Алекса́ндр И́горевич Коц (род. 3 сентября 1978, Южно-Сахалинск) — российский журналист и пропагандист. С 1999 года работает корреспондентом «Комсомольской правды», специальный корреспондент отдела политики, отвечает за освещение военных конфликтов, природных стихий и других катаклизмов. Работал в Косово, Афганистане, на Северном Кавказе, в Ливии, Сирии, Египте, Ираке, Украине и Нагорном Карабахе. Также ведёт программы на радио «Комсомольская правда».
Из-за поддержки вторжения России на Украину, а также за распространение пропаганды и дезинформации находится под санкциями всех стран Евросоюза и ряда других стран.

## Биография
Родился 3 сентября 1978 года в Южно-Сахалинске. Отец — журналист Игорь Коц (род. 1956), в 2003—2013 годах главный редактор и гендиректор издания «Советский спорт». Спустя месяц после рождения семья Александра переехала на материк в Хабаровск. Поступил в школу, затем продолжил обучение во Владивостоке.
В 1993 году переехал в Москву, где окончил среднюю школу и поступил в институт, однако учёбу прервал. В 1996—1998 годах проходил срочную службу в 38-м отдельном полку связи Воздушно-десантных войск в Подмосковье. После армии продолжил обучение.
С 1999 года работает в «Комсомольской правде», став специальным корреспондентом отдела политики. Отвечает за освещение военных конфликтов, стихийных бедствий и других катаклизмов в России и в других странах, берёт интервью у видных политических деятелей, ведёт передачи на радио «Комсомольская правда».
В качестве военного корреспондента освещал события и военные действия в Косово (2000, 2008 и 2011 годы), Афганистане (2006, 2013 годы), республиках Северного Кавказа (более 30 командировок с 2000 по 2016 год), Египте (январь-февраль 2011, 2012, 2013 годы), Ливии (несколько командировок в течение 2011 года), Сирии (несколько командировок в 2012—2013 и 2015—2017 годах году), в Ираке (2016 год) и на Украине.
9 мая 2004 года, когда в результате теракта на стадионе в Грозном был убит президент Чеченской республики Ахмат Кадыров, Коц был контужен.
3 сентября 2004 года во время командировки в Беслан участвовал вместе с сотрудниками российских спецслужб в эвакуации детей-заложников из захваченной террористами школы. Был представлен к государственной награде «за участие в спасении детей из бесланской школы, за помощь в расследовании трагедии», но отказался от награды.
Вместе с коллегой Дмитрием Стешиным готовил материал к 20-летию аварии на Чернобыльской АЭС, прожив несколько дней в брошенном городе Припять.
В июне 2006 года вместе с другими журналистами освещал в Феодосии (АР Крым) акции местного населения против НАТО и американо-украинских учений. При этом и сам активно выражал протест против присутствия в Крыму войск НАТО, приняв участие в водружении флага Российской Федерации на крыше здания военного санатория Министерства обороны Украины в Евпатории, за что был выдворен с территории страны.
9 августа 2008 года был направлен в Цхинвал (Южная Осетия) для освещения хода войны в Грузии. Находился в БТР командующего Хрулёва в первой колонне батальонно-тактической группы мотострелкового батальона 58-й армии, направленной в Цхинвал на помощь российским миротворцам.
В ходе боя исполнял роль журналиста (снимал происходящее на видеокамеру и готовил репортаж в номер газеты), а также, по собственным словам, корректировал огонь артиллерии. Получил тяжёлое ранение в правую руку и три осколка в ногу, но уже на следующий день из полевого госпиталя МЧС под Владикавказом передал свой репортаж. От гибели Александра и других журналистов спасли решительные действия майора Д. Ветчинова (Герой Российской Федерации посмертно). За командировку в Южную Осетию Александр Коц был награждён медалью «За отвагу» (16 января 2009).
В 2010 году передавал репортажи из собора Порт-о-Пренса на Гаити, разрушенного землетрясением.
В ходе «арабской весны», в апреле 2011 года, освещая гражданскую войну в Ливии, вместе со своим коллегой Дмитрием Стешиным и тремя журналистами российского телеканала НТВ был взят в плен повстанцами. Репортёры были обвинены в том, что они в качестве разведчиков работают на режим Муаммара Каддафи. Однако благодаря оперативному вмешательству главы МИД России Сергея Лаврова и спецпредставителя РФ при НАТО Дмитрия Рогозина, все репортёры были освобождены с помощью итальянских военных, дислоцировавшихся на аэродроме Бенгази.
С декабря 2013 по нынешнее время работает на территории России и Украины, в районе боевых действий в Донбассе. Вместе с Дмитрием Стешиным Коц провёл полтора месяца в осаждённом Славянске в 2014 году.
По некоторым сведениям, награждён медалью ордена «За заслуги перед Отечеством» II степени (21 апреля 2014) «за объективность освещения событий в Крыму». СБУ закрыла для него въезд на территорию Украины на пять лет и объявила в розыск как пособника террористов.
С начала вторжения России на Украину 24 февраля 2022 года работает на оккупированных территориях. 3 апреля 2022 года, в первый день когда стало известно о массовой резне в Буче, назвал её «фейком». На следующий день он обвинил в убийстве мирных жителей «нацистов „Боцмана“», опубликовав видео разговоров бойцов его подразделения во время зачистки города на третий день после отхода российских подразделений.
17 ноября 2022 года Указом Президента РФ был включён состав Совета при Президенте Российской Федерации по развитию гражданского общества и правам человека.
В 2022 году вошёл в центральный штаб ОНФ.
С 2023 года на радио «Комсомольская правда» ведет авторскую программу «Коц. Аналитика с именем».

## Оценки и мнения
За годы работы выработал свой собственный публицистический стиль. Лёгкая ирония Коца, прошедшего через много «горячих точек», обычно представляет его репортажи о войне в таком свете, что читателю уже не страшно. В коллективе «Комсомольской правды» его ценят как мужественного, принципиального, объективного, исполнительного и профессионального журналиста.
В то же время существуют и другие мнения о Коце и его коллеге Дмитрии Стешине. В их материалах, посвященных Кавказу, Серкер Якубханов обнаружил националистические и ксенофобские мотивы.
По данным независимых исследователей, фактчекеров и данных нескольких стран Коц известен как распространитель прокремлевской дезинформации.

## Санкции
В мая 2022 года, после российского вторжения на Украину, был включён в список санкционных персон Великобритании и Австралии в рамках пресечения российской дезинформации и пропаганды.
19 октября 2022 года внесён в санкционные списки Украины.
В октябре 2022 года был внесен в санкционные списки Канады за «причастность в распространении российской дезинформации и пропаганды».
25 февраля 2023 года был внесён в санкционный список всех стран Евросоюза:

Он поддержал агрессивную войну России против Украины. Он распространял российскую военную дезинформацию и пропаганду о войне и незаконных референдумов на временно оккупированных территориях Украины. Он призывал к российским атакам на гражданскую инфраструктуру Украины не принимая во внимание, как это отразится на гражданском населении страны— «Официальный журнал Европейского союза», Брюссель, 25 февраля 2023 года
.

## Семья
Женат, воспитывает двух дочерей.
Его брат Андрей Коц — сотрудник издания РИА Новости и прокремлёвский «военкор».

## Награды и премии

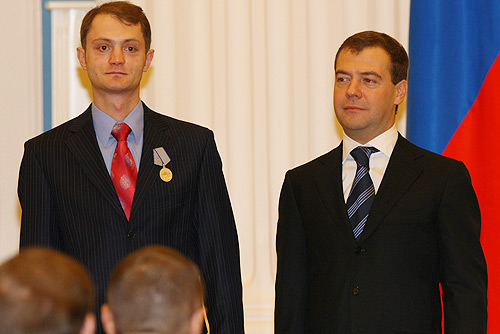
Награждение медалью «За отвагу», 2009 год

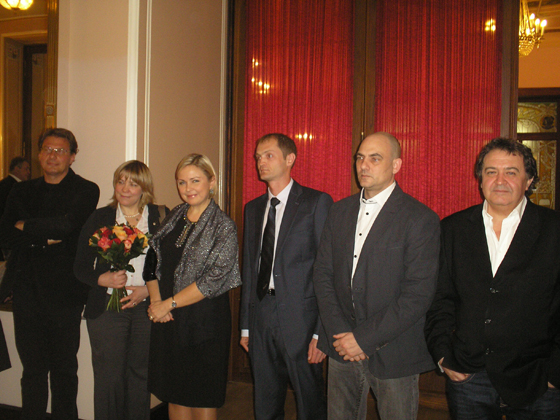
Лауреаты Международной премии имени Юлиана Семёнова 2012 года. Александр Коц — в центре

Лауреат ряда премий в области журналистики, в том числе:
- Премия Правительства Российской Федерации в области средств массовой информации (23 декабря 2020 года) — за репортажи из «горячих точек» (Сирия, Ливия, Донбасс) и освещение событий в Белоруссии[41];
- премия имени Юлиана Семёнова в области экстремальной геополитической журналистики (2012)[10];
- дважды лауреат премии имени Артёма Боровика (за расследование обстоятельств, связанных с гибелью АПЛ «Курск» и репортажи из Южной Осетии)[10];
- номинант премии «Искра» (за серию репортажей с Северного Кавказа)[10].

Российские государственные и ведомственные награды:
- медаль «За отвагу» (16 января 2009)[17] — за мужество и отвагу, проявленные во время освещения грузино-южноосетинского конфликта;
- медаль «За укрепление боевого содружества»[10];
- медаль МЧС РФ «Участнику чрезвычайных гуманитарных операций»[10];
- медаль «Участнику военной операции в Сирии» (вручена 17 апреля 2016 года) — за высокий профессионализм и объективность в освещении военной операции в Сирийской Арабской Республике[42];
- памятная медаль «Участнику специальной военной операции» (Росгвардия) (19 января 2023)[43];
- почётная грамота Минцифры России (2023) — за заслуги в профессиональной деятельности, выполнение служебных задач в условиях, сопряженных с риском для жизни.

## Публикации
- Коц А. И. Успеть в номер: сборник репортажей специального корреспондента «Комсомолки». — Владивосток: Изд-во Дальневосточного университета, 2009. — 217 с. — ISBN 978-5-7444-2193-7 (ошибоч.).
- Александр Коц. «Уроки арабского» | Радио «Комсомольская правда», 19 августа 2017.

### Комментарии
1. ↑  По мнению множества ведущих мировых СМИ, таких как американский «Голос Америки» [1], британская BBC[2], а также украинских[3][4][5], израильских[6], белорусских СМИ[7], и позиций Великобритании, Канады, Австралии.